# Monica Mayhem
Monica Mayhem (Brisbane, 14 marzo 1978) è un'ex attrice pornografica australiana, la cui carriera si è svolta tra il 2000 ed il 2013.

## Biografia

### Origini
Nata a Brisbane, nel Queensland, in Australia, è metà per metà australiana e per l'altra metà gallese. Ha frequentato la Kenmore State High School ma è stata espulsa. Prima di lavorare nel porno, ha lavorato nei mercati finanziari e nel trading a termine a Sydney. Poi si è trasferita a Londra e ha lavorato in una società di intermediazione di borsa petrolifera internazionale.

### Carriera
Mayhem ha iniziato la sua carriera nell'industria dell'intrattenimento per adulti come ballerina allo Spearmint Rhino di Tottenham Court Road. Nel dicembre 2000, Mayhem si è trasferita negli Stati Uniti per iniziare a recitare in film pornografici. La sua prima scena è stata con Lee Stone in Real Sex Magazine 38. Nel 2002, ha vinto il premio XRCO per Starlet of the Year e il FOXE Award per Vixen of the Year.
Al di fuori dei film pornografici, Mayhem era anche cantante/chitarrista in una band metal tutta al femminile, "Sweet Avenge".
Nel 2008, è apparsa in un piccolo ruolo nel film Sex and the City, in cui viene vista attraverso una finestra mentre fa sesso con Dante, il vicino di Samantha.
Mayhem ha scritto un'autobiografia intitolata Absolute Mayhem: Confessions of a Aussie Porn Star, che è stata distribuita da Random House Australia nel 2009 in patria Australia dalla Skyhorse Publishing nel Nord America l'anno successivo. Una traduzione francese è stata pubblicata nel 2011 da Camion Noir.
Nell'agosto 2010, ha annunciato che si era ritirata dalla recitazione pornografica, dopo oltre 400 film, e che era fidanzata con un veterinario di Sydney.

## Riconoscimenti
XRCO Award
- 2002 - Starlet of the Year[4]